# Lokomotiva R IIIc
Malé trojspřežní úzkorozchodné parní lokomotivy řady R IIIc rakouských C.k. vojenských polních drah, vyráběné v letech 1915–1919 řadou lokomotivek v monarchii i v Německu, byly původně určeny pro vojenský provoz na rozchodu 600 mm za liniemi východních bojišť 1. světové války. Vzhledem k pozdnímu zadání a výrobě už do válečného dění zasáhly jen z části, našly ale v poválečné době uplatnění na nesčetných průmyslových, důlních a hospodářských malodrahách po celé střední a jihovýchodní Evropě.

## Vznik a vývoj
C.k. železniční vojsko si pro své nově vznikající polní dráhy (od r. 1886) původně vybralo rozchod 700 mm, po anexi Bosny a Hercegoviny po r. 1908 přibyl i rozchod bosenský – 760 mm. Když byla po r. 1915 rakousko-uherská armáda po střídavě úspěšném válčení přinucena úžeji koordinovat své aktivity na východních bojištích světové války s německými brannými silami, vznikla tu i potřeba přizpůsobit se standardnímu rozchodu německých polních drah (Heeresbahn) – 600 mm. Pro výkonnější systémy se širšími rozchody ve správě C.k. vojenských drah (K. und k. Heeresbahn) zůstalo označení „polní dráhy“ (Feldbahnen), zatím co lehčí, operativnější a levnější polní drážky se 60centimetrovým rozchodem byly označovány jako Rollbahnen, a jejich lokomotivy byly v řadovém označení odlišovány přídatným písmenem „R“.

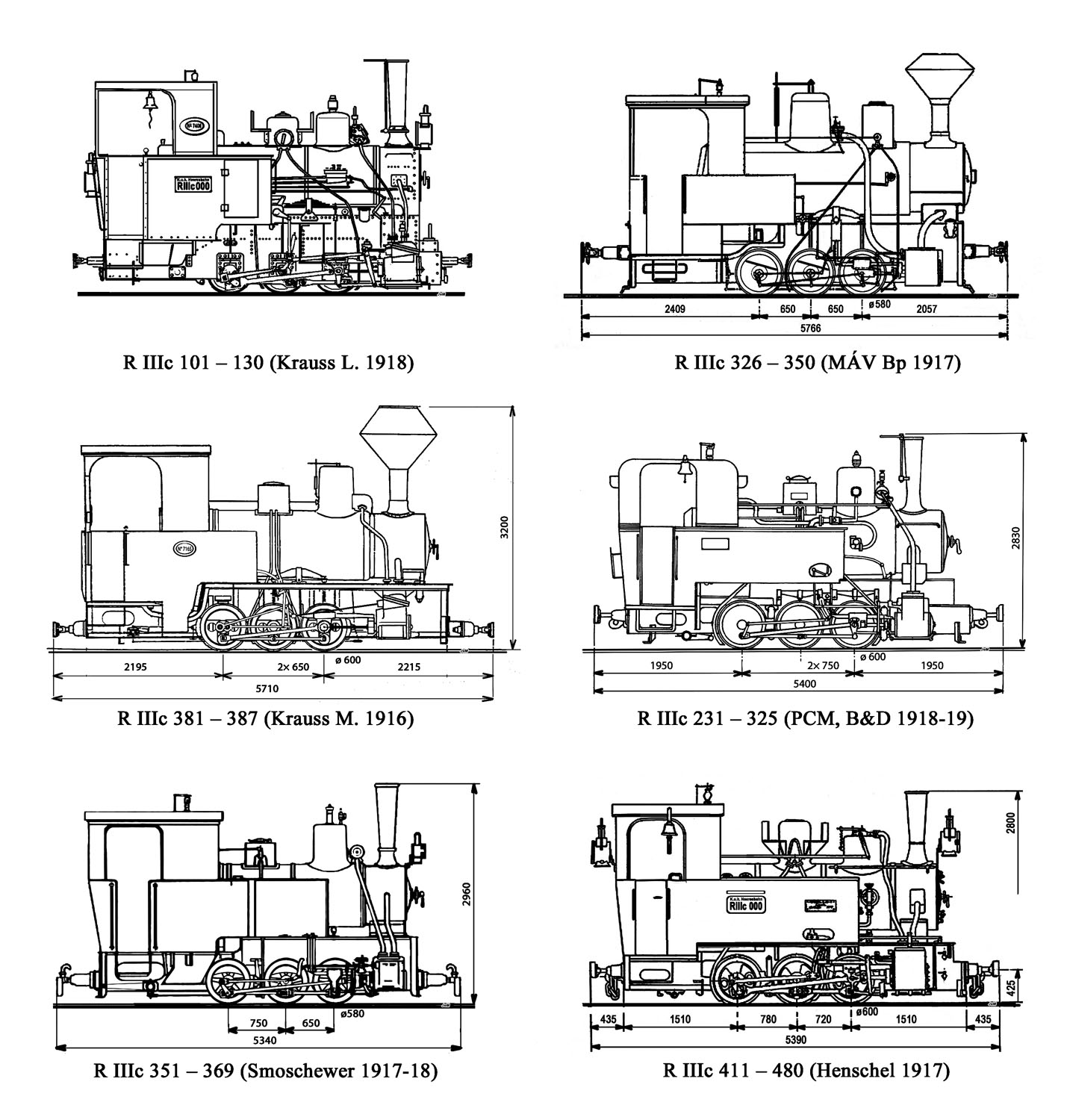
rozměrové náčrtky lokomotiv R IIIc pro kkHB od různých výrobců

Pro nový rozchod byly potřeba vhodné lokomotivy. V r. 1915 tak C.k. ministerstvo železnic podle rámcového zadání ministerstva války zkušebně objednalo u Krausse v Mnichově 7 ks trojspřežek typu XVIII z jeho sortimentu a k posouzení užitelnosti je přidělilo na haličskou frontu. Následujícího roku nechalo u Junga v Jungenthalu a u Maffeie v Mnichově vyrobit po jednom stroji podle zpřesněných požadavků, a posléze r.1917 rozdělilo mezi rakouské a německé lokomotivky objednávky na výrobu dalších 353 ks malých tříspřežek. Označeny byly řadou R IIIc (R → Rollbahnlokomotive, tj. lokomotiva pro polní drážky rozchodu 600 mm, III → tři spřažené nápravy, c → nápravový tlak 3 až 3,5 t). Nakonec jich bylo dodáno až 346 kusů.,

## Konstrukce a výroba
Lokomotivy byly dle rámcového zadání vojenské správy malé tendrovky na mokrou páru, při délce okolo 5 m měly vážit do 10,5 t. Kotel měl provozní tlak 12 atmosfér, dvojčitý parní stroj poskytoval užitečný výkon asi 50-60 koní.
Stroje ř. R IIIc dodávaly v l. 1916-18 lokomotivky:
| číslo lok | ks | lokomotivka                       | interval výr. č./rok výr.              |
| --------- | -- | --------------------------------- | -------------------------------------- |
| 101 – 130 | 30 | Krauss Linec                      | 7470 – 7499/1918                       |
| 131 – 155 | 25 | WLF Floridsdorf                   | 2559 – 2583/1918                       |
| 156 – 180 | 25 | St.E.G. Vídeň                     | 4329 – 4353/1918                       |
| 181 – 230 | 50 | býv. Sigl Vídeňské N.Město        | 5560 – 5609/1918                       |
| 231 – 305 | 75 | PČM Libeň                         | 727 – 801/1918                         |
| 306 – 325 | 20 | Breitfeld & Daněk Slaný / Blansko | 150 – 164/1918, 165 – 169/1919         |
| 326 – 350 | 25 | Lokomotivka MÁV Budapešť          | 4699 – 4723/1917                       |
| 351 – 369 | 19 | Smoschewer & Co. Vratislav        | 602 – 618/1917, 623, 625, 627/1918     |
| 370 – 376 | —  | nedodány (Smoschewer)             | —                                      |
| 377       | 1  | A. Jung Jungenthal                | 2252/1916 (prototyp)                   |
| 378       | 1  | Maffei Mnichov                    | 3979/1916 (prototyp)                   |
| 381 – 387 | 7  | Krauss Mnichov                    | 7164 – 7170/1916 (typ XVIII)           |
| 411 – 480 | 70 | Henschel Kassel                   | 15847 – 15886/1917, 15103 – 15132/1917 |

Dodávky od různých výrobců se svým technickým provedením lišily, podle zvyklostí jednotlivých továren a v rámci toho, co v daném místě a době umožnila válečná omezení. Například lokomotivy z Floridsdorfu, Vídeňského N. Města nebo od Krausse měly rám vnější, stroje z PČM, Budapešti nebo od Henschela byly provedeny s vnitřním rámem.
Zadání se výrobcům ne vždy podařilo zcela beze zbytku splnit. Hlavní technické parametry jednotlivých dodávek:
| R IIIc                          | č. 231–325 | č. 326–350  | č. 351–369   | č. 381–388   | č. 411–480             | č. 116 reko (Mladějov č.1) |
| výroba                          | PČM, B+D   | Budapest    | Schmoschewer | Krauss M.    | Henschel               | Krauss L.                  |
| ------------------------------- | ---------- | ----------- | ------------ | ------------ | ---------------------- | -------------------------- |
| uspořádání                      | C m2t      | C m2t       | C m2t        | C m2t        | C m2t                  | C1‘ m2t                    |
| rám                             | vnitřní    | vnitřní     | vnitřní      | vnitřní      | vnitřní                | vnější                     |
| prázdná hmotnost                | 8 300 kg   |             |              | 7 900 kg     |                        | 11 500 kg                  |
| hmotnost ve službě              | 10 500 kg  | 10 200 kg   | 10 000 kg    | 10 200 kg    | 10 500 kg (½ zbrojení) | 14 000 kg                  |
| délka přes spřáhla              | 5 400 mm   | 5 766 mm    | 5 340 mm     | 5 710 mm     | 5 390 mm               | 7 117 mm                   |
| výška                           | 2 832 mm   | 3300 mm ca. | 2 960 mm     | 3 200 mm     | 2 800 mm               | 2 980 mm                   |
| šířka                           | 1 900 mm   |             | 1 725 mm     | 2 020 mm     | 1 925 mm               | 1 704 mm                   |
| min. poloměr oblouku            | 20 m       | 21 m        |              | 20 m         | 25 m                   | 50 m                       |
| rozvor pevný = celkový          | 1 500 mm   | 1 300 mm    | 1 400 mm     | 1 300 mm     | 1 500 mm               |                            |
| výkon                           | 50 k       | 50 k        | 40 k         | ca. 60 k     | 50 k                   | 50 k                       |
| tažná síla                      | 1 590 kg   | 1740 kg     | 2500 kg      | 2100 kg      | 1 700 kg               |                            |
| maximální rychlost              | 20 km/h    | 25 km/h     |              | 20 km/h      | 20 km/h                | 20 km/h                    |
| přetlak páry                    | 12 bar     | 12 bar      | 12 bar       | 12 bar       | 12 bar                 | 12 bar                     |
| průměr válců                    | 220 mm     | 220 mm      | 215 mm       | 240 mm       | 220 mm                 |                            |
| zdvih pístů                     | 300 mm     | 290 mm      | 300 mm       | 300 mm       | 300 mm                 |                            |
| rozvod                          | Heusinger  | Heusinger   | Heusinger    | Allan-Trick? | Heusinger              | Heusinger                  |
| ø hnacích a spřažených dvojkolí | 600 mm     | 580 mm      | 580 mm       | 600 mm       | 600 mm                 |                            |
| celková výhřev. plocha          | 19,3 m²    | 18,8 m²     | 19,0 m²      | 22,0 m²      | 18,8 m²                |                            |
| plocha roštu                    | 0,48 m²    | 0,43 m²     | 0,36 m²      | 0,40 m²      | 0,50 m²                |                            |
| zásoba uhlí                     | 0,4 m³     | 0,8 m³      | 0,6 m³       | 0,6 m³       | 0,4 m³                 |                            |
| zásoba vody                     | 1,0 m³     | 0,8 m³      | 1,0 m³       | 0,8 m³       | 1,0 m³                 |                            |

## Provoz
Od výrobců lokomotivy za erár přebíral a spravoval C.k. železniční a telegrafní pluk, základnou v Korneuburgu u Vídně. Dodávány byly do distribučních depotů Wegscheid u Lince (H. Rakousy), Feldbach (Štýrsko) a Vrútky (SK), a odtud předisponovány do lokalit nasazení jako Czudyn (dnes Ciudeiu v Bukovině, RO), Feltre, Polpet, Pravisdomini, San Vito al Tagliamento, Revine Lago či Pramaggiore (Benátsko, dnes italské), Alessio (dnes Lezhë, Albánie), aj. Lokomotivy měly být provozovány na polních zásobovacích drážkách za bojovými liniemi východní (haličské, ruské) a hlavně jižní (italské, balkánské) fronty, a na pro vojenské zásobování důležitých hospodářských železnicích v zázemí.
Řada strojů byla po bojích ztracena, některé z nich zůstaly jako kořistní v místě nasazení i po válce. Vzhledem k pozdní době dodání už ale velká část vyrobených do válečného dění nezasáhla. Další, přeživší a na konci války už nadbytečné lokomotivy byly, často už obratem přímo z výroby, pronajímány těžařským, stavebním a hospodářským firmám v bývalé monarchii. Stroje se tak dostaly různým civilním zájemcům na úzkokolejky v Polsku, Rakousku, Rumunsku, Jugoslávii či Itálii. Přitom bývaly nezřídka upravovány, nejčastěji byl měněn rozchod. Známo je jejich provozování na kolejích s rozchody od 580 až do 1106 mm. V několika případech byly – buď pro zvýšení adhezní váhy na nápravu a tím i tažné síly, nebo i pro zlepšený průchod ostrými oblouky – upraveny na dvouspřežky odebráním střední spřažené nápravy.

### Provoz v Československu
Novému Československu připadlo po válce 23 lokomotiv R IIIc, jejich správu převzalo ministerstvo národní obrany – vojenská správa železničního materiálu, resp. 1. železniční pluk dislokovaný v Pardubicích. Z nich 9 strojů zůstalo pro potřeby výcviku nebo v uložených zásobách, ostatní byly pronajaty a později odprodány. Další lokomotivy získaly české firmy nákupem v zahraničí.
Lokomotivy R IIIc provozované po roce 1918 v Československu
| lokomotivka                | kusů | žel. pluk Pce R IIIc č. | označení 1938       | civilní firmy R IIIc č.                |
| -------------------------- | ---- | ----------------------- | ------------------- | -------------------------------------- |
| Krauss Linec               | 4+1  | 121, 122                | U 33.601-02         | 102, 124; 116*                         |
| Lok. Vídeňské N.Město      | 2+2  | 229, 230                | U 33.603-04         | 199**, 216**                           |
| PČM Libeň                  | 11   | 264, 283, 286           | U 34.6 č.03, 04, 08 | 268, 284, 285, 287, 289, 291, 296, 299 |
| Breitfeld & Daněk Blansko  | 2    | —                       |                     | 321, 322                               |
| Lok.MÁV Budapešť           | 3    | 336, 343                | U 34.601-02         | 345                                    |
| Smoschewer & Co. Vratislav | 1    | —                       |                     | 368                                    |

Vysvětlivky
1. ↑  stroj č.116 ze zásob rakouského eráru byl lokomotivkou Krauss v Linci přestavěn na uspořádání C1‘ st, a roku 1920 dodán pro Fürst Liechtenstein‘sche Kohlen- und Tonwerke Blosdorf, na průmyslovou drážku Mladějov – Hřebeč.
2. ↑  stroje 199 a 216 byly zakoupeny v zahraničí pro TUZ dřevařské podniky s.r.o. Ilava, LŽ Ilava – Zliechov – Gápel. Drážka byla v provozu v letech 1922–1929.[10]

Lokomotivy R IIIc, které zůstaly přímo čs. železničnímu vojsku, byly po roce 1932 a ještě znovu v roce 1938 administrativně přečíslovány podle schématu ČSD, nejdříve bez „U“. Lehčí lokomotivy od Krausse a Sigla dostaly řadu U 33.6, s  inv. č. 01–04 (původně jen 33.1), těžší z PČM spolu se stroji dodanými už z ČKD po válce (1921–1928) na řadu U 34.6 (inv. č. 01–09). Lokomotivy železničního vojska byly v březnu 1939 převzaty vrchním velitelstvím říšských ozbrojených sil (OKH) a ve víru následných válečných událostí vesměs ztraceny. Stroje používané ve stavebních a průmyslových podnicích se obvykle udržely v provozu až do 50. let, kdy byly drážky buď motorizovány, nebo masivně nahrazovány automobilovou dopravou. Přestavěná „krausska" č.1, ex R IIIc č.116 zůstala v mladějovské šamotce v pravidelném provozu do roku 1991.
- Nejvýznamnější místa prvního přidělení lokomotiv R IIIc v letech 1917–1918
- Přehled provozu lokomotiv R IIIc z První českomoravské a od Breitfelda a Daňka v Československu
- Přehled provozu lokomotiv R IIIc jiných výrobců v Československu

## Zachované lokomotivy
Několik lokomotiv zůstalo zachováno (stav po roce 2015) v muzejních sbírkách nebo v provozu na muzejních železnicích:
| R IIIc | Výroba                       | Umístění                                                                          | Označení            | Stav                             |
| ------ | ---------------------------- | --------------------------------------------------------------------------------- | ------------------- | -------------------------------- |
| 116    | Krauss Linec 7485/1918, 1920 | Muzejní dráha Mladějov                                                            | Mladějov č. 1       | přestavěna na C1‘, provozní      |
| 124    | Krauss Linec 7493/1918       | Nitrianska poľná železnica (NPŽ), Slovensko                                       | U 35.901 „KRIŽKO“   | celk.přestavba, provozuschopná   |
| 129    | Krauss Linec 7498/1918       | depozitář Rajlovac, Bosna a Hercegovina                                           | „BOSNA“             | neprovozní                       |
| 138    | Lok.Floridsdorf 2566/1918    | pomník Štore, Slovinsko                                                           | Štore č. 5          | pomník                           |
| 143    | Lok. Floridsdorf 2571/1918   | Muzeum starých strojů Žamberk                                                     | Štore č. 6          | neprovozní                       |
| 321    | Breitfeld&Daněk 165/1919     | NTM Praha, depozitář Chomutov                                                     | Mladějov č.3        | neprovozní                       |
| 322    | Breitfeld&Daněk 166/1919     | pomník Marianka, Slovensko                                                        | „REPUBLIKA“         | pomník                           |
| 368    | Smoschewer 625/1918          | ČHŽ Čierny Balog, Slovensko                                                       | Smoschewer          | provozuschopná                   |
| 415    | Henschel 15851/1917          | Feld- und Industriebahnmuseum Freiland, Dol.Rakousko                              | č. 415              | provozuschopná                   |
| 418    | Henschel 15854/1917          | Verein zur Förderung von Klein- und Lokalbahnen, Schwechat - Korneuburg, Rakousko | 4803                | neprovozní (t.č. rozebrán -2024) |
| 426    | Henschel 15862/1917          | zoopark Pairi Daiza, Brugelette, Belgie                                           | č. 9 „Aquila“       | přestavěna na B, provozuschopná  |
| 427    | Henschel 15863/1917          | pomník, Ferriera Casilina, Itálie                                                 | č. 8 „Monte Velino“ | pomník                           |
| 459    | Henschel 15111/1917          | muzeum Wenecja, Polsko                                                            | č. 6                | neprovozní                       |

## Galerie
- R IIIc 368 (Smoschewer 625/1918) v původním stavu před přestavbou na rozchod 760 mm v depozitáři ČHŽ na Štiavničke, Hronec 1978
- Lokomotiva č. 1 (Krauss L.7485/20), ex R IIIc 116, v turistickém provozu na Mladějovské průmyslové dráze, 2015. Lokomotivka Krauss svůj původní stroj z rakouských vojenských přebytků přestavěla pro zákazníka na uspořádání s podpůrným tendrem, byl prodloužen kotel a vyměněna budka
- Lok R IIIc 138 (Floridsdorf 2566/1918) byla dodána do Itálie. V letech 1918 až 1937 jezdila pro firmu Jugoles v Črnomelj, pak do roku 1952 v uhelném dole Senovo, nakonec dosloužila roku 1980 v železárnách Štore jako č. 5. Roku 2008 na pomníku před školou ve Štore
- Lok R IIIc 319 (Breitfeld a Daněk 163/1918). Stroj se už na frontu nedostal, spolu s R IIIc 320 byly dodány do armádního skladu ve Wegscheidu u Lince a později prodány do hnědouhelných dolů WTK v H. Rakousku. Oba byly zrušeny v roce 1958
- Stroj R IIIc 426 (Henschel 15862/17) zůstal po válce v Itálii v železárnách Fucino Avezzano (jako č. 9 „AQUILA“) kde byl přestavěn na dvojspřežku pro rozchod 750 mm. Dnes je, po generální opravě v Anglii, provozován na drážce v zooparku Pairi Daiza v Belgii
- Nekvalitní, ale vzácný provozní snímek jedné z "maďarek", lokomotivy č. 100 nebo 101 železničního pluku (R IIIc 336 n. 343, lokomotivka MÁV 1918) na železničním cvičišti v Pardubicích 1926. Roku 1938 dostaly oba stroje původem z Budapešti označení U 34.601 a 602
- Nemocniční a dovolenkářský vlak polní drážky s lokomotivou R IIIc 155 (Floridsdorf 2583/18), někde v Benátsku – Itálie, květen 1918
- Zrekvírovaná lokomotiva R IIIc od firmy Breitfeld & Daněk s typickým vlakem polní dráhy německé armády ve druhé světové válce, kdesi v Rusku po roce 1941